# Анс-а-Питр
Анс-а-Питр (фр. Anse-à-Pitres, гаит. креол. Ansapit) — город в Гаити.
Город Анс-а-Питр находится на крайнем юго-востоке Гаити, в округе Бель-Анс (в пер. — Красивая бухта) Юго-Восточного департамента этой страны, у побережья Карибского моря. Анс-а-Питр, лежащий на самой границе Гаити с Доминиканской республикой, напротив доминиканского города Педерналес, является одним из четырёх официальных погранично-пропускных пунктов на гаитяно-доминиканской границе.
Численность населения города Анс-а-Питр составляет 27.415 человек (на август 2009 года).